# Good Morning (сингл Chamillionaire)
«Good Morning» — перший офіційний сингл зі скасованого студійного альбому американського репера Chamillionaire, Venom. 10 листопада 2009 відбулась прем'єра відеокліпу. Як семпл використано «Free Fallin'» Тома Петті.

## Список пісень
Цифрове завантаження
| #  | Назва          | Автор                                                                                   | Тривалість |
| -- | -------------- | --------------------------------------------------------------------------------------- | ---------- |
| 1. | «Good Morning» | Гакім Серікі, Джастін Френкс, Джеффрі Лінн, Двайт Вотсон, Еріка Вотсон, Томас Ерл Петті | 3:30       |

## Чартові позиції
| Чарт (2009)          | Найвища позиція |
| -------------------- | --------------- |
| Канада               | 78              |
| US Billboard Hot 100 | 40              |
| US Hot Digital Songs | 21              |